# Mifleget ha-Merkas

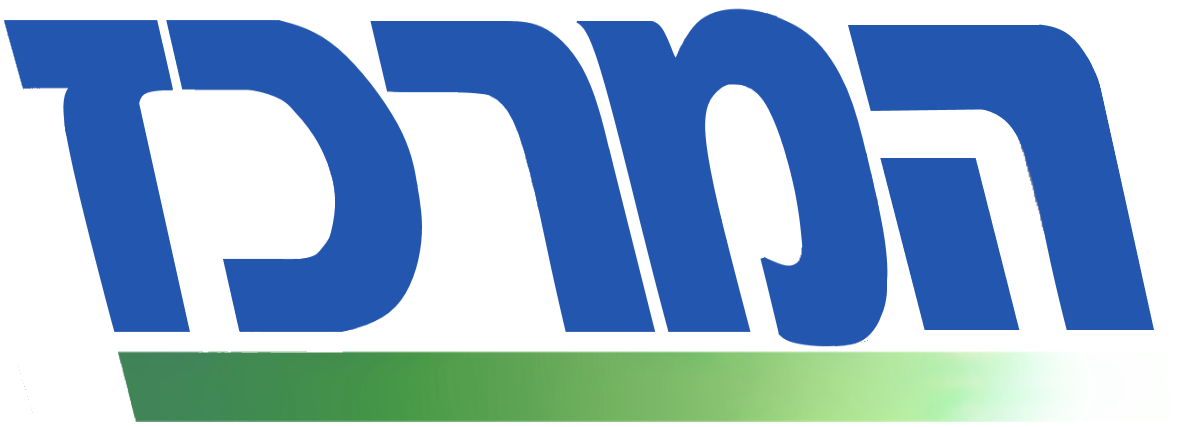
Logo von 1999–2003

Mifleget ha-Merkas (hebräisch מִפְלֶגֶת הַמֶּרְכָּז Mifleget haMerkaz, deutsch ‚Partei des Zentrums‘) war eine politische Partei in Israel.

## Geschichte
Die Partei wurde am 23. Februar 1999 durch Jitzchak Mordechai, Chagai Meirom, David Magen, Dan Meridor, Nissim Zvili, Eliʿeser Sandberg und Amnon Lipkin-Schachak gegründet. Das Ziel war es, eine Grundlage für eine moderate Koalition zu bilden, entweder mit den Rechten unter Binyamin Netanyahus Likud oder mit den Linken unter Ehud Baraks ʿAvodah. Bei den Wahlen 1999 erhielt die Partei 5 % der Stimmen und 6 Sitze. Die Partei nahm an der Regierungskoalition teil, bestehend aus den Parteien Schas, Nationalreligiöse Partei, Jisraʾel baʿAlija, Meretz-Jachad und Jisraʾel Achat. Mordechai wurde Minister für Transport, während Lipkin-Schachak Minister für Tourismus wurde. Nachdem jedoch Mordechai aus der Partei ausgeschieden war, begann der Zusammenbruch derselben, sodass sie nicht mehr zur Wahl 2003 antrat.